# Андреева, Зоя Ананьевна
Зоя Ананьевна Андреева (25 марта (6 апреля) 1899, Тойси-Хирпоси, Ядринский уезд, Казанская губерния, Российская империя — 3 февраля 1983, Чувашская АССР, РСФСР) — советский государственный деятель деятель, председатель ЦИК Чувашской АССР (1937—1938), председатель Президиума Верховного Совета Чувашской АССР (1938—1955).

## Биография
Зоя Якубова родилась в 1899 году в Тойси-Хирпоси.
В 1917—1925 гг. работала учительницей общеобразовательной школы.
- 1925—1927 гг. — заместитель председателя исполнительного комитета Тойсинского волостного Совета (Чувашская АССР),
- 1927—1931 гг. — заведующая Женским отделом Цивильского уездного, женский организатор Канашского районного комитета ВКП(б), в сельскохозяйственной кооперации,
- 1931—1934 гг. — руководитель Торгово-снабженческой группы Народного комиссариата рабоче-крестьянской инспекции СССР, партийный следователь Центральной Контрольной Комиссии ВКП(б) по Чувашской АССР,
- 1934—1936 гг. — народный комиссар социального страхования Чувашской АССР,

1936—1937 гг. — в аппарате уполномоченного партийной контрольной комиссии при ЦК ВКП(б) по Чувашской АССР.
В 1937—1938 гг. — председатель ЦИК Чувашской АССР, в 1938—1955 гг. — председатель Президиума Верховного Совета Чувашской АССР.
Депутат Верховного Совета СССР 1-3 го созывов. Депутат Верховного Совета РСФСР 1-4-го созывов, председатель Верховного Совета Чувашской АССР (1937—1938).
Умерла 3 февраля 1983 года в Чебоксарах.

## Память
Похоронена на мемориальном кладбище города Чебоксары.

## Награды и звания
- орден Ленина (дважды).